# Дом Колбина (Челябинск)
Дом В. М. Колбина расположен в Челябинске на улице Труда, 66 в Центральном районе города. Является памятником истории местного значения.

## История
Этот каменный дом на Сибирской улице Челябинска был построен в 1873—1874 гг. купцом и разработчиком золотых приисков Василием Арсеньевичем Первухиным вместо располагавшегося на этом месте деревянного строения. Дом был построен двухэтажным с мезонином на заднем плане. Первый этаж состоял из 4 комнат и подвала с выходом на двор, второй — из 7 комнат, мезонин — из 3 комнат.
В. А. Первухин скончался в начале 1880-х гг., а в 1901 г. его вдова Елизавета Васильевна продала дом купцу и предпринимателю Василию Михайловичу Колбину. В. М. Колбин в начале 1880-х гг. разрабатывал каменные карьеры около Челябинска, возводил доходные дома, а в 1902 г. построил маслобойный завод. В 1903 г., будучи купцом 2-й гильдии, В. М. Колбин подал прошение в городскую думу о возведении электростанции, которую и построил на подворье своего дома на Сибирской улице. Эта электростанция начала работать в 1905 г., а получаемая с ней электроэнергия освещала 3 главные улицы Челябинска: Сибирскую, Уфимскую и Большую. Эта электростанция являлась собственностью товарищества «Кокорев, Колбин и К».

Мемориальная доска в честь В. М. Колбина

Василий Михайлович скончался в апреле 1911 г. В 1913 г. его дом был приобретён властями для размещения Городской думы. Электростанция во дворе являлась собственностью Кокорева до 1915 г., а в бывшем доме Первухина — Колбина городские власти располагались до 1919 г. Здесь было принято постановление о вооруженном восстании и установлении в г. Челябинске Советской власти.
Дом существует и поныне. Здание электростанции, которое стоит во дворе этого дома в настоящее время, было построено позже вместо электростанции Колбина.
По решению Облисполкома № 371 от 20.09.1977 Дом Первухина — Колбина был признан памятником истории местного значения. В нём сейчас (2015 г.) размещается врачебно-физкультурный диспансер. В честь В. М. Колбина на стене дома установлена мемориальная доска.